# 毒芹
毒芹（学名：Cicuta virosa）为伞形科毒芹属的植物。

## 形态

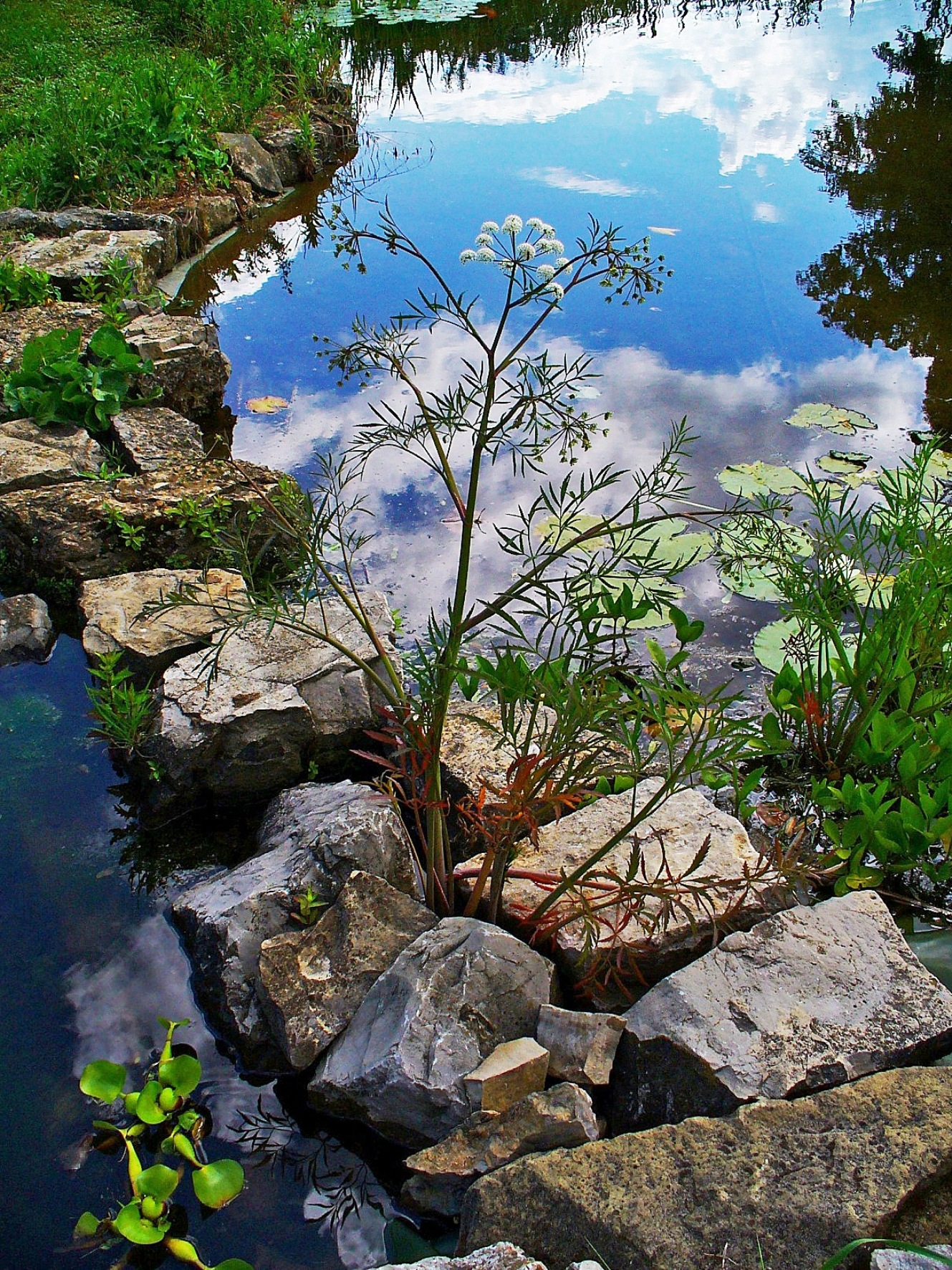
一株毒芹

多年生高大草本，根状茎肥大垂直，早春时结果实，秋季时中空具横隔。二或三回羽状全裂的叶片，最终叶片为狭披针形或披针形，具有尖锯齿。复伞形花序，白色花。近球形的双悬果两侧压扁。
根状茎有香气，切口有淡黄色树脂状液体流出，遇到空气则变暗。

## 分布
分布于歐洲、北美北部和西北地區、日本、蒙古、俄罗斯、朝鲜以及中国大陆的内蒙古、吉林、黑龙江、甘肃、辽宁、新疆、陕西、河北、四川等地，生长于海拔400米至2,900米的地区，多生在杂木林下、湿地及水沟边，目前尚未由人工引种栽培。